# طلحة النعماني
أبو محمد طلحة بن أحمد بن طلحة بن الحسين النعماني (??? - 520 هـ/1126 م) هو شاعر عربي من العراق عاش في القرن السادس الهجري.

## سيرته
ولِدَ طلحة بن محمد بن طلحة في مدينة النعمانية في العراق، وإليها يُنسَب، ولا يُعرَف الكثير عن تفاصيل حياته، ويبدو أن كان كثير الترحال، فقد زار بغداد والتقى فيها بمحمد الحريري، وانتقل إلى خراسان وظلَّ فيها ردحاً من الزمن، ودخل شيراز في سنة 509 هـ، وزار الحجاز. كان طلحة كاتباً وأديباً وشاعراً، وتأثر في أسلوب شعره بالحريري صاحب المقامات، وكان يحاول تقليد عدد من مشاهير الشعراء كأبي الطيب المتنبي وأبي تمام وأبي العلاء المعري، والجزء الأكبر من شعره في المديح وله قصائد في الغزل. تُوفِّي طلحة النعماني في سنة 520 هـ.